# Завалля (Монастирищенський район)
Завалля — колишнє село в Монастирищенському районі Черкаської області. Нині частина міста Монастирище Уманського району Черкаської області.

## Історія
Певний час було невід'ємною частиною Монастирища та виконувало роль укріпленого поселення на підходах до міста. Від слова «вал» як фортифікаційної споруди і пішла назва поселення. За князя Януша Вишневецького на місці старих оборонних валів збудовано фортецю.
У ХІХ столітті село входило до Монастирищенської волості Липовецького повіту Київської губернії. Впродовж ХХ століття перебувало у складі Монастирищенського району Вінницької (до 1954 року) та Черкаської (з 1954 року) областей.
У 1958 році ввійшло до складу міста Монастирище.

## Видатні уродженці
- Канівець Олександр Володимирович — український філателіст.